# Dire Straits (album)
Dire Straits è il primo album in studio dell'omonimo gruppo musicale inglese.
Il suo immediato successo di critica e di vendite (12 milioni di copie vendute) sancì l'inizio della fortunata carriera del gruppo e soprattutto del suo leader Mark Knopfler.

## Descrizione
L'album venne registrato nel mese di febbraio 1978 ai Basing St. Studios di Londra; il tecnico del suono è Rhett Davies.
Quasi tutto il materiale è tratto da quanto i Dire Straits avevano fino ad allora proposto nelle loro esibizioni in piccoli locali e club londinesi.
Le sonorità un po' déjà vu ma sempre molto fresche e le liriche moderne, pur non rispecchiando la temperie punk all'epoca imperante, resero l'album piacevole e facilmente fruibile in particolar modo al pubblico radiofonico che ne decretò subito il successo. L'album arriva in prima posizione in Australia per tre settimane ed in Francia, in seconda nella Billboard 200 ed in Nuova Zelanda, in terza in Germania e Paesi Bassi, in sesta in Svezia ed in decima in Norvegia. Paradossalmente il disco faticò a imporsi in un primo momento in patria, dove raggiungerà la quinta posizione della Official Albums Chart solo dopo aver prima ottenuto successo nelle altre principali nazioni mondiali. La copertina dell'album raffigura un quadro di Chuck Loyola.
Il disco è stato rimasterizzato e pubblicato con l'intero catalogo dei Dire Straits nel 1996 per il mercato mondiale esclusi gli USA, per cui fu successivamente commercializzato a partire dal 19 settembre 2000.

## I brani

### Down to the Waterline
Brano di apertura dell'album, in Down to the Waterline si delineano tutte le coordinate di fondo della poetica di Mark Knopfler, qui impegnato nel tratteggiare una figura femminile che vive in un ricordo struggente.

### Water of Love
Il brano fu prescelto per il primo demo della band insieme a Sultans of Swing, Down to the Waterline, Wild West End e Sacred Loving, una canzone di David Knopfler successivamente accantonata. Il testo di Water of Love è costruito sul monologo di un uomo tormentato dalla solitudine, che paragona il suo bisogno di essere amato alla necessità vitale di un elemento indispensabile come l'acqua. Un'esecuzione dal vivo della canzone è stata inserita nell'album Live at the BBC. Il pezzo è stato suonato anche dai Notting Hillbillies.

### Setting Me Up
Si tratta di un brano dalle sonorità country rock, connotato da una marcata spontaneità espressiva; il testo mette a tema una relazione sentimentale travagliata. Setting Me Up è stata la prima canzone dei Dire Straits ad essere interpretata da altri artisti (Albert Lee ed Eric Clapton) ed è entrata anche nel repertorio dei Notting Hillbillies.

### Six Blade Knife
Vicino a Setting Me Up per tematiche, ma caratterizzato da un andamento musicale più tranquillo, il brano Six Blade Knife ha costituito una presenza fissa nelle scalette delle prime due tournée del gruppo; è contenuto anche nell'album Live at the BBC. Il titolo della canzone viene richiamato nel testo di Tunnel of Love e in alcune versioni dal vivo di Walk of Life.

### Southbound Again
Southbound Again è un brano contraddistinto da un tono introspettivo e da una forte impronta autobiografica: il protagonista della canzone è costretto a trasferirsi più volte verso sud esattamente come Mark Knopfler, spostatosi dapprima da Glasgow a Blyth quando era bambino, poi a Leeds per studiare e lavorare, ed infine a Londra per coltivare le proprie aspirazioni di musicista.

### In the Gallery
La canzone è incentrata sulla figura dello scultore Harry Phillips, padre del musicista Steve con il quale Mark Knopfler aveva formato un duo chiamato The Duolian String Pickers. Il testo critica l'ipocrisia di alcuni mercanti d'arte, che per proprio tornaconto personale disprezzavano l'opera di Phillips per poi rivalutarlo soltanto dopo la sua morte.

### Wild West End
Il brano racconta con dovizia di particolari alcune vicissitudini quotidiane ambientate nel West End di Londra. Una versione dal vivo del pezzo è stata inclusa nell'album Live at the BBC.

### Lions
Lions è una delle canzoni più rappresentative dell'approccio stilistico dei primi Dire Straits: regolarmente suonata dal vivo fino al 1981, è presente anche nell'album Live at the BBC.

## Accoglienza critica
| Recensione    | Giudizio       |
| ------------- | -------------- |
| AllMusic      |                |
| Rolling Stone | positivo       |
| Ondarock      | Pietra miliare |

Nella recensione retrospettiva per AllMusic, Stephen Thomas Erlewine ha dato all'album un giudizio di quattro stelle su cinque, definendolo «straordinariamente raffinato per un debutto». Il critico ha elogiato le «linee di chitarra sobrie e di buon gusto di Knopfler» e la sua «inclinazione verso l'immaginario dylaniano, che esalta l'atmosfera fumosa e delicata dell'album».
Nella sua recensione per la rivista Rolling Stone, Ken Tucker scrisse che la band «suona un mix serrato di musica rock, folk e country con uno spirito sereno e ironia arguta». Tucker elogiò Sultans of Swing per il suo «riff irresistibile» e «ringhiosa linea vocale stile Bob Dylan». Egli indicò inoltre Setting Me Up come «pezzo celestiale, divertente e amaro».
Il portale Ondarock ha scritto riguardo all'album: «Zero distorsori, un sussurro di voce, una tecnica strabiliante, canzoni strutturalmente complesse ma efficaci: i Dire Straits riuscirono nell'impresa di imporsi senza nulla concedere alle logiche di mercato e ai dettami della moda».

## Tracce
Lato A
Testi e musiche di Mark Knopfler.
1. Down to the Waterline – 4:01
2. Water of Love – 5:22
3. Setting Me Up – 3:20
4. Six Blade Knife – 4:10
5. Southbound Again – 3:10

Durata totale: 20:03
Lato B
Testi e musiche di Mark Knopfler.
1. Sultans of Swing – 5:48
2. In the Gallery – 6:15
3. Wild West End – 4:42
4. Lions – 4:54

Durata totale: 21:39

## Formazione
- Mark Knopfler – voce, chitarra solista, chitarra ritmica
- David Knopfler – chitarra ritmica, cori
- John Illsley - basso, cori
- Pick Withers - batteria

## Classifiche

### Classifiche settimanali
| Classifica (1978/79) | Posizione massima |
| -------------------- | ----------------- |
| Australia            | 1                 |
| Austria              | 17                |
| Canada               | 2                 |
| Finlandia            | 12                |
| Francia              | 1                 |
| Germania             | 3                 |
| Italia               | 20                |
| Norvegia             | 10                |
| Nuova Zelanda        | 2                 |
| Paesi Bassi          | 3                 |
| Regno Unito          | 5                 |
| Spagna               | 10                |
| Stati Uniti          | 2                 |
| Svezia               | 6                 |
| Svizzera             | 7                 |

### Classifiche di fine anno
| Classifica (1978) | Posizione |
| ----------------- | --------- |
| Francia           | 29        |
| Paesi Bassi       | 10        |
| Classifica (1979) | Posizione |
| Australia         | 10        |
| Canada            | 12        |
| Germania          | 1         |
| Nuova Zelanda     | 6         |
| Paesi Bassi       | 32        |
| Regno Unito       | 19        |
| Stati Uniti       | 23        |